# Most Kamienny w Ratyzbonie

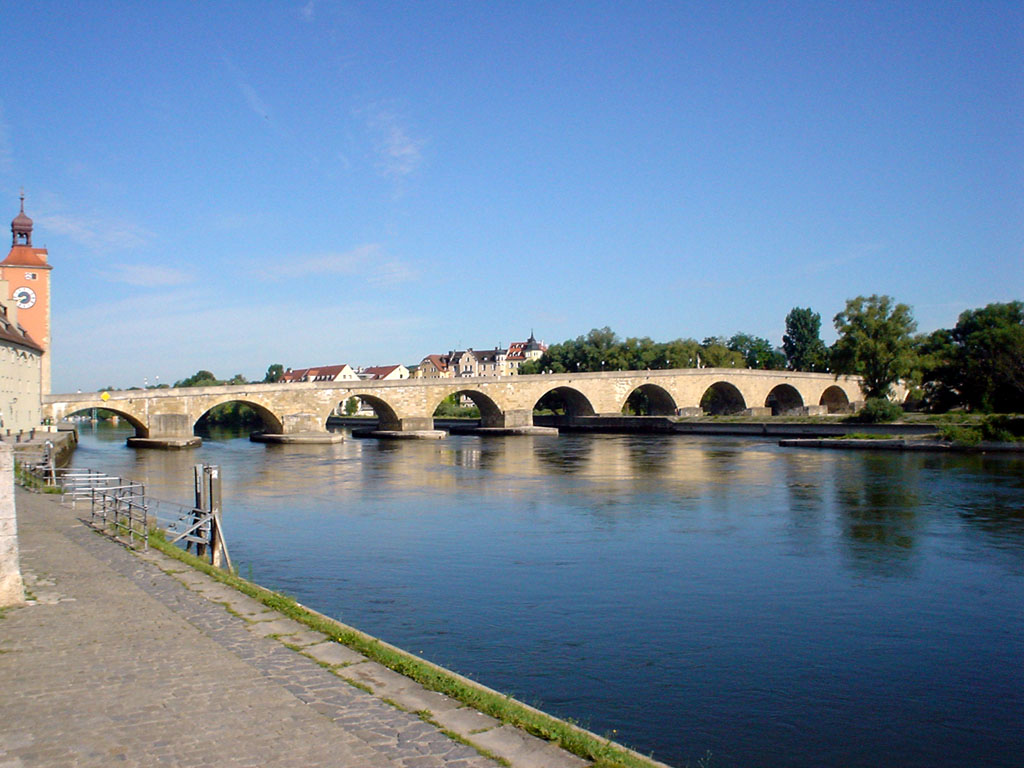
Most Kamienny

Most Kamienny w Ratyzbonie (niem. Steinerne Brücke) – średniowieczny most na Dunaju w Ratyzbonie w Bawarii w południowych Niemczech. Obok katedry, most Kamienny to najsłynniejszy zabytek ratyzbońskiego Starego Miasta, które od 13 lipca 2006 znajduje się na liście światowego dziedzictwa kultury UNESCO.

## Budowa

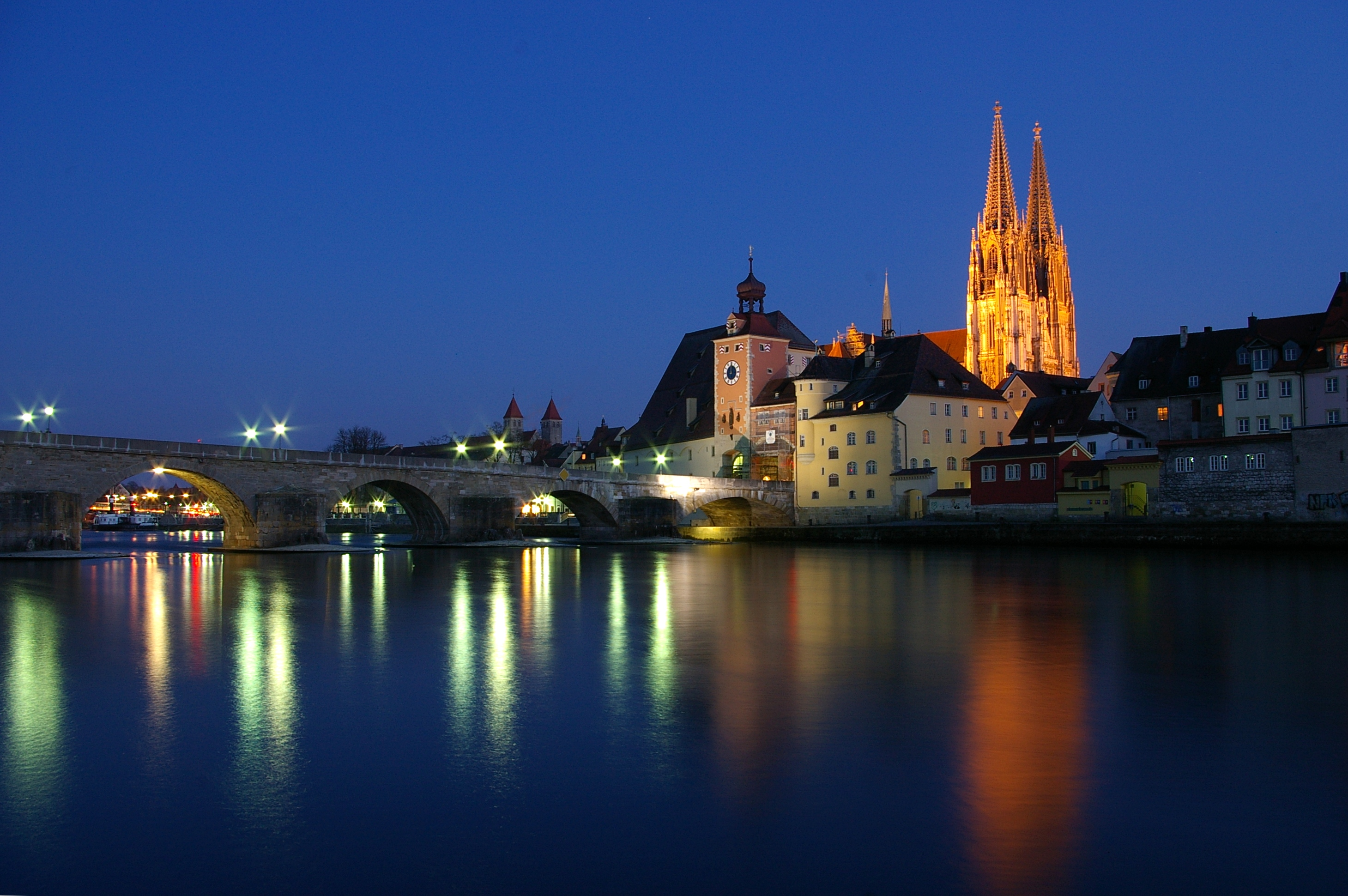
Widok na most Kamienny i bramę miejską

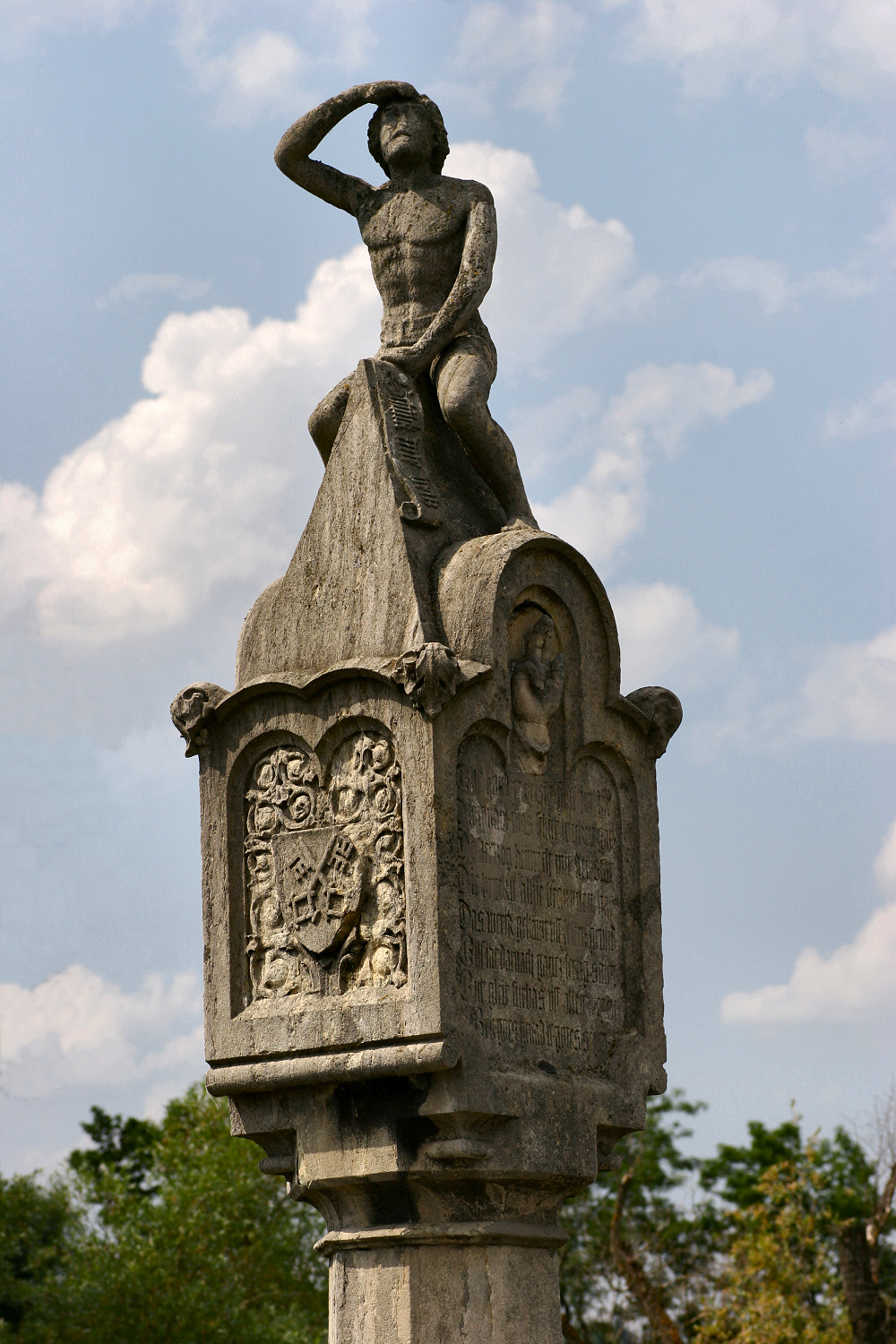
Bruckmandl

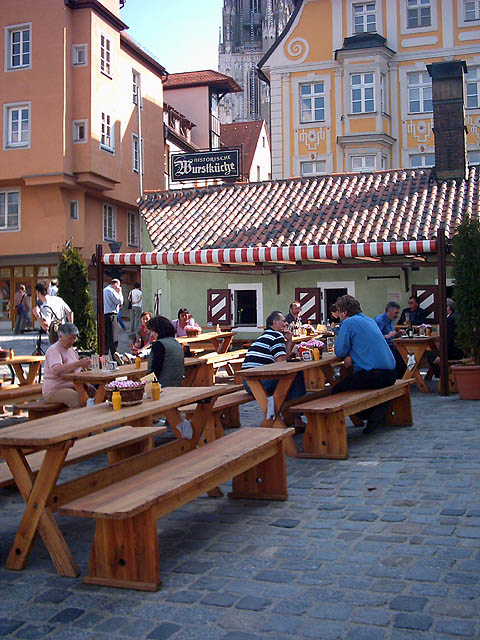
Historische Wurstküche

Most powstał w rekordowym czasie ok. 11 lat, najprawdopodobniej w latach 1135–1146. Jego konstruktorzy byli najprawdopodobniej zainspirowani architekturą rzymskiego mostu Trajana na dolnym Dunaju, leżącego na terenie dzisiejszej Rumunii w mieście Drobeta-Turnu Severin. Przez ponad 800 lat był to jedyny most na Dunaju w Ratyzbonie. Służył za wzór budowniczym wielu innych mostów w owym czasie (XII-XIII w.), np. mostu Judyty na Wełtawie w Pradze (poprzednika mostu Karola), a także mostów na Łabie w Dreźnie, na Tamizie w Londynie i na Rodanie w Awinionie.

## Konstrukcja
Parametry techniczne:
| Długość            |  | 336           | m                       |
| Szerokość          |  | 8             | m                       |
| Wysokość           |  | 15            | m                       |
| Liczba przęseł     |  | 16            | (15 jeszcze widocznych) |
| Rozpiętość przęseł |  | 10,45 – 16,60 | m                       |
| Szerokość filarów  |  | 5,85 – 7,40   | m                       |
| Szacunkowy ciężar  |  | 100.000       | t                       |

Pierwsze przęsło i filar od strony południowej zostały zabudowane w latach 1616–1620 przy okazji prac nad składami soli i zachowały się pod podjazdem na most.
Filary spoczywają na podkładach z pni dębowych na żwirowym dnie Dunaju. Przed rozmyciem ochraniają je sztuczne wysepki, tzw. wyspy filarowe, które tworząc przewężenia, powodują około półmetrową różnicę w stanie wody pomiędzy odcinkiem rzeki za mostem, a przed mostem. Pod przęsłami tworzą się silne prądy i powstaje słynny ratyzboński wir.
Mostu chroniły trzy wieże, z których zachowała się jedynie Wieża Mostowa (niem. Brückturm) po stronie południowej. Przestronny przejazd z boku Wieży Mostowej wraz z szerokim podjazdem powstały na początku XX w. przy okazji budowy linii tramwajowej. 23 kwietnia 1945 naziści wysadzili przejazd w powietrze, by opóźnić wejście wojsk amerykańskich do miasta.
Północna część mostu stanowiła wcześniej granicę pomiędzy Księstwem Bawarii a wolnym miastem Ratyzboną.
W połowie mostu znajduje się tzw. Bruckmandl, figura młodego mężczyzny patrzącego na Stare Miasto, symbolizująca niezależność wolnego miasta Ratyzbony od władzy biskupa. Wedle legendy pomnik przedstawia głównego budowniczego mostu. Pochodząca z 1446 oryginalna figura znajduje się dziś w Muzeum Historycznym miasta Ratyzbony, a na moście stoi kopia z 1854.
Z powodu wielkich obciążeń z jakimi most musiał się zmagać ostatnimi laty, jego wytrzymałość się znacznie pogorszyła. Nie wyklucza się nawet zamknięcia mostu dla ruchu w ciągu najbliższych lat.

## Legenda

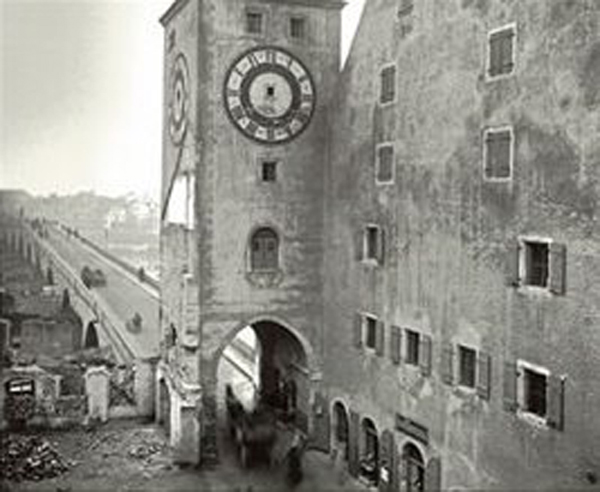
Most w XIX wieku

O budowie mostu Kamiennego traktuje legenda, według której główny budowniczy mostu założył się z budowniczym katedry o to, kto pierwszy ukończy prace. Ponieważ budowa katedry posuwała się znacznie szybciej niż konstrukcja mostu, jego budowniczy zawarł pakt z diabłem. W zamian za pomoc, diabeł miał otrzymać pierwsze trzy dusze, które przejdą po gotowym moście. Odtąd prace ruszyły pełną parą i most był wkrótce gotowy, na długo przed katedrą. Kiedy diabeł zażądał zapłaty, sprytny budowniczy przegonił przez most trzy kury. Wściekły diabeł próbował zniszczyć konstrukcję, ale mu się to nie udało. Wedle legendy, wgłębienie widoczne na moście to pozostałość właśnie po czarcim ataku.
W rzeczywistości jednak most był gotowy w 1146 – dużo wcześniej niż katedra, której budowę rozpoczęto dopiero w 1273.

## Okolice mostu Kamiennego
Tuż za południowym zjazdem z mostu, obok średniowiecznego składu soli, znajduje się Historische Wurstküche, pierwotnie kuchnia dla budowniczych mostu, a obecnie tradycyjna restauracja.